# Tortula truncatula
Tortula truncatula là một loài Rêu trong họ Pottiaceae. Loài này được (With.) Lindb. miêu tả khoa học đầu tiên năm 1879.